# Rhymney (fiume)
Il Rhymney (gallese: Afon Rhymni) è un fiume nella valle di Rhymney, nel Galles meridionale, che scorre attraverso la città di Cardiff fino all'estuario del Severn. Il fiume costituiva il confine tra le contee storiche di Glamorgan e Monmouthshire finché, nel 1887, le parrocchie a est del fiume, Rumney e Saint Mellons, furono trasferite dalla giurisdizione di Newport a Cardiff nel Glamorgan.

## Geografia
Il fiume scorre a sud dalla sua sorgente vicino alla località di Rhymney, attraversando New Tredegar, Bargoed, Ystrad Mynach, Llanbradach fino a Caerphilly all'estremità meridionale della valle di Rhymney. Poi oltre Bedwas, Trethomas, Machen, Draethen, Llanrumney e Rumney e il suo estuario nel fiume Severn.
Nato all'interno della valle, sul confine meridionale dei Brecon Beacons, il fiume Rhymney scende ripidamente attraverso la città di New Tredegar verso Ystrad Mynach, quindi prosegue verso sud attraverso una pianura prima di entrare nell'estuario del Severn a est di Cardiff. 

## Qualità delle acque
Essendo situato in parte nel bacino carbonifero del Galles meridionale e nell'area di produzione del ferro, il fiume ebbe una scarsa qualità dell'acqua per gran parte del XIX° e XX° secolo. Il Rhymney è sotterraneo in molte delle sue sezioni superiori, compreso un tunnel sotto degli ex complessi industriali, con uscita a Pontlottyn. Dalla chiusura dell'ultima miniera di carbone alla fine degli anni '80, l'acqua è diventata molto più pulita ed è ora piena di pesci e insetti, e ospita molti altri animali selvatici. Il fiume ora ospita temoli e trote fario, e molto lavoro è stato intrapreso per rimuovere le precedenti restrizioni industriali sul fiume per consentire ai pesci di accedere al suo corso superiore. Il fiume è affidato alla tutela del Natural Resources Wales.